# Sittin' on a fence
Sittin' on a fence is een popnummer dat is geschreven door Mick Jagger en Keith Richards van de Britse popgroep The Rolling Stones. De groep nam het nummer al in 1965 op, maar bracht het pas uit op het Amerikaanse album Flowers van 1967. Het nummer was al eerder, in 1966, op de markt gekomen als debuutsingle van het duo Twice as Much. De single was een redelijk succes in het Verenigd Koninkrijk en Nederland.
To sit on the fence betekent ‘een beslissing voor zich uitschuiven’. Dat is wat de ik-figuur in het liedje doet en als hij ziet dat anderen de verkeerde keuze hebben gemaakt, weet hij dat hij gelijk heeft.

## Versie van Twice as Much
Sittin' on a fence was al opgenomen door The Rolling Stones, maar nog niet uitgebracht, toen Andrew Loog Oldham, de manager van de groep, het liet opnemen door het beginnende duo Twice as Much voor zijn eigen platenlabel Immediate Records. De barokachtige begeleiding werd verzorgd door een aantal studiomuzikanten; opvallend is de prominente rol voor de hobo. De single kwam uit op 27 mei 1966.
De single bereikte de 25e plaats in de Britse UK Singles Chart. In de hitparade van de New Musical Express kwam de plaat tot de 23e plaats.

### Nederland
In Nederland haalde de plaat de tiende plaats in de Nederlandse Top 40 en de elfde plaats in de Parool Top 20.
In de beginjaren van de Radio 2 Top 2000 dook Sittin' on a fence een paar maal op in de lagere regionen.

#### Nederlandse Top 40
| Hitnotering: 13-08-1966 t/m 22-10-1966 | Hitnotering: 13-08-1966 t/m 22-10-1966 | Hitnotering: 13-08-1966 t/m 22-10-1966 | Hitnotering: 13-08-1966 t/m 22-10-1966 | Hitnotering: 13-08-1966 t/m 22-10-1966 | Hitnotering: 13-08-1966 t/m 22-10-1966 | Hitnotering: 13-08-1966 t/m 22-10-1966 | Hitnotering: 13-08-1966 t/m 22-10-1966 | Hitnotering: 13-08-1966 t/m 22-10-1966 | Hitnotering: 13-08-1966 t/m 22-10-1966 | Hitnotering: 13-08-1966 t/m 22-10-1966 | Hitnotering: 13-08-1966 t/m 22-10-1966 | Hitnotering: 13-08-1966 t/m 22-10-1966 |
| Week:                                  | 1                                      | 2                                      | 3                                      | 4                                      | 5                                      | 6                                      | 7                                      | 8                                      | 9                                      | 10                                     | 11                                     |                                        |
| -------------------------------------- | -------------------------------------- | -------------------------------------- | -------------------------------------- | -------------------------------------- | -------------------------------------- | -------------------------------------- | -------------------------------------- | -------------------------------------- | -------------------------------------- | -------------------------------------- | -------------------------------------- | -------------------------------------- |
| Positie:                               | 34                                     | 27                                     | 21                                     | 18                                     | 11                                     | 10                                     | 10                                     | 14                                     | 21                                     | 33                                     | 39                                     | uit                                    |

#### Parool Top 20
| Hitnotering: 3-09-1966 t/m 1-10-1966 | Hitnotering: 3-09-1966 t/m 1-10-1966 | Hitnotering: 3-09-1966 t/m 1-10-1966 | Hitnotering: 3-09-1966 t/m 1-10-1966 | Hitnotering: 3-09-1966 t/m 1-10-1966 | Hitnotering: 3-09-1966 t/m 1-10-1966 | Hitnotering: 3-09-1966 t/m 1-10-1966 |
| Week:                                | 1                                    | 2                                    | 3                                    | 4                                    | 5                                    |                                      |
| ------------------------------------ | ------------------------------------ | ------------------------------------ | ------------------------------------ | ------------------------------------ | ------------------------------------ | ------------------------------------ |
| Positie:                             | 18                                   | 14                                   | 14                                   | 11                                   | 13                                   | uit                                  |

#### NPO Radio 2 Top 2000
| Nummer met noteringen in de NPO Radio 2 Top 2000 | '99  | '00  | '01 | '02  | '03 | '04  | '05  | '06 | '07  | '08  |
| ------------------------------------------------ | ---- | ---- | --- | ---- | --- | ---- | ---- | --- | ---- | ---- |
| Sittin' on a Fence                               | 1579 | 1472 | -   | 1875 | -   | 1492 | 1992 | -   | 1838 | 1996 |

1. ↑  Een '-' betekent dat het nummer niet was genoteerd en een vetgedrukt getal geeft de hoogste notering aan.
2. ↑  Deze tabel is bijgewerkt tot en met de laatste editie (2024).

## Versie van The Rolling Stones
De versie van The Rolling Stones zelf werd opgenomen tussen 8 en 10 december 1965 in de studio van RCA Records in Hollywood. Het werd opgenomen voor het album Aftermath, maar niet gebruikt. Het verscheen voor het eerst op het Amerikaanse album Flowers van juni 1967, meer dan een jaar na de single van Twice as Much.
In het Verenigd Koninkrijk kwam Sittin' on a fence pas uit op Through the past, darkly (Big hits Vol. 2) van juni 1969. Verder staat het nummer op More hot rocks (Big hits & fazed cookies) (1972) en Slow Rollers (1981).

### Bezetting
De bezetting was vermoedelijk:
- Mick Jagger, zang
- Keith Richards, achtergrondzang, akoestische gitaar
- Brian Jones, akoestische gitaar als slaggitaar
- Bill Wyman, basgitaar
- Charlie Watts, tamboerijn
- Jack Nitzsche, klavecimbel

De klavecimbelpartij wordt ook wel toegeschreven aan Brian Jones. Bill Wyman vertelt over de opnamesessies van december 1965: ‘On this session, Charlie played bongos, congas, timpani and a giant bass drum, while Brian experimented with a harpsichord. The piano and organ were played by Stu (Ian Stewart) and Jack Nitzsche.’ Dit zou erop kunnen wijzen dat de klavecinist inderdaad Brian Jones was.

## Cover
Behalve de versie van Twice as Much zijn nog enkele andere covers bekend. Zo zette Keith Hampshire het nummer op zijn album The first cut van 1973.